# Uvala Krivača
Uvala Krivača este o arie protejată (sit de importanță comunitară — SCI) din Croația întinsă pe o suprafață de 36,76 ha, integral marine.

## Localizare
Centrul sitului Uvala Krivača este situat la coordonatele 44°39′52″N 14°55′31″E / 44.664485°N 14.925162°E.

## Înființare
Situl Uvala Krivača a fost declarat sit de importanță comunitară în iulie 2013 pentru a proteja un număr necunoscut de specii din flora spontană și fauna sălbatică aflate în arealul zonei.

## Biodiversitate
Situată în ecoregiunea marină mediteraneană, aria protejată conține 3 habitate naturale: Golfuri mici largi și golfuri puțin adânci, Recifuri, Lagune de coastă.
La baza desemnării sitului se află un număr nedeclarat de specii protejate.